# Neita neita
Neita neita är en fjärilsart som beskrevs av Hans Daniel Johan Wallengren 1875. Neita neita ingår i släktet Neita och familjen praktfjärilar. Inga underarter finns listade i Catalogue of Life.

## Bildgalleri

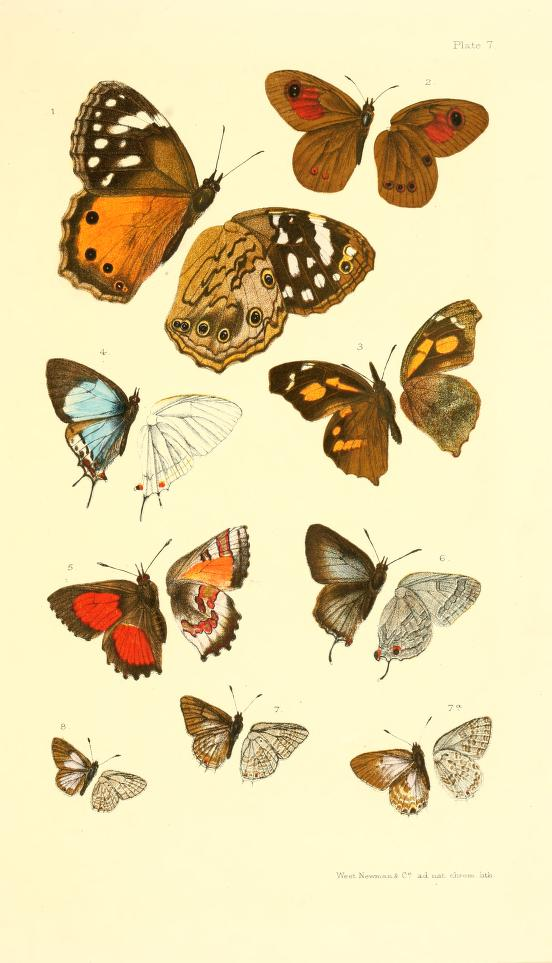